# Moszczanka (gmina w rejencji opolskiej)
Moszczanka (niem. Amtsbezirk Langenbrück) – zbiorowa gmina wiejska (Amtsbezirk) w powiecie prudnickim, rejencji opolskiej. Funkcjonowała w latach 1874–1945 w Rzeszy Niemieckiej. Siedzibą gminy była Moszczanka (Langenbrück).
Gminę Moszczanka utworzono 1 maja 1874 na obszarze powiatu prudnickiego. Powstała z obszaru gromad Moszczanka i Pokrzywna (Wildgrund) oraz dwóch majątków ziemskich. Pierwszym administratorem okręgu został Joseph Bischoff zamieszkały w Moszczance.
1 stycznia 1945 gmina obejmowała gromady: Moszczanka, Pokrzywna i Dębowiec-Wieszczyna (Eichhäusel-Neudeck).
Jednostka przetrwała do 1945 roku. Po II wojnie światowej została zniesiona. W grudniu 1945 władze polskie utworzyły w reaktywowanym powiecie prudnickim gminę Moszczanka w innych granicach administracyjnych.